# Bryobia astragali
Bryobia astragali är en spindeldjursart som beskrevs av Strunkova och P. Mitrofanov 1983. Bryobia astragali ingår i släktet Bryobia och familjen Tetranychidae. Inga underarter finns listade.